# Young (canción)
«Young»  es el cuarto sencillo oficial de Hollywood Undead del primer álbum titulado Swan Songs, y es la sexta pista en ese álbum. El sencillo fue lanzado después del lanzamiento del álbum el 13 de abril de 2009, con un video musical dirigido por Kevin Kerslake libertad el mismo día.

## Canción
Después del lanzamiento de su álbum debut, Songs Swan, en 2008, el álbum se convirtió en disco de oro por la RIAA y la llevó a la liberación de los cinco singles. El cuarto era joven, el cual fue lanzado como single el 13 de abril de 2009, seis meses después del lanzamiento en Estados Unidos de Swan Songs pero un mes antes del lanzamiento en todo el mundo. Antes del lanzamiento del sencillo, varios de siete segundos vídeos teaser del video musical fueron puestos en libertad en Internet. El video musical completo, dirigido por Kevin Kerslake, fue puesto en libertad el mismo día que el sencillo.
La canción fue incluida como una de las 20 canciones descargables gratis para jugar para las personas que compraron copias nuevas de Rock Band 2.

### Video musical
El 13 de abril de 2009, un vídeo musical oficial dirigida por Kevin Kerslake fue lanzado en iTunes. El video fue publicado más tarde en el sitio web oficial de la banda para su visualización. El video musical muestra clips de Los Ángeles y la realización de la banda. La banda se muestra jugando en un estrecho pasillo sin puertas ni ventanas, las fotografías solo en las cuatro paredes. Las fotos muestran los ventiladores y otros con su propia versión casera de las máscaras Hollywood Undead. Cortes rápidos y rápidas tomas de cámara en movimiento se utilizan mientras que la banda está realizando alrededor de la sala. Johnny Tres Lágrimas rapea tanto los versos primero y segundo de la canción con Deuce cantando el estribillo. El desglose se coloca después de la segunda estrofa donde las chicas del coro cantan líneas angelicales, mientras que los golpes de la banda entre ellos.
En las partes de que la banda no está funcionando, clips de varias personas y lugares se muestran. El video comienza con un clip distorsionado de un hombre mayor dando un discurso sobre una melodía de piano clásico. El hombre se muestra detrás de un pedestal con un micrófono delante del fonógrafo tres banderas que muestran fotografías de una granada, símbolo de la guerra. La imagen presentada puede ser comparado con la época de la Segunda Guerra Mundial, vídeos de Adolf Hitler dando discursos opresivos en frente de la swaztika, a la que la bandera granada sí mismo se asemeja notablemente. El vídeo avanza para mostrar imágenes de la publicidad subliminal y campañas de odio culpar a la juventud para varias cosas. Más adelante en el video, las imágenes de palomas han demostrado ser aerosol pintado sobre la publicidad de una manera rebelde. La paloma es el símbolo de la segunda parte de Hollywood Undead, "The Dove and Grenade", con la granada en pie de guerra y la paloma de la paz. Los pináculos de vídeo cuando todas las imágenes de las máscaras de FAN se muestran en primer plano en la pared y se desvanece a la banda que rasga a todos hacia abajo y liberarse de la habitación. El video termina con Johnny 3 Tears traslado forzado de la donante discurso desde el principio del vídeo de su pedestal y se toma su lugar.

## Listado de canciones
| Single |         |          |  |
| N.º    | Título  | Duración |  |
| 1.     | «Young» | 3:16     |  |

| DJ CD (Promotional Release) |                   |          |  |
| N.º                         | Título            | Duración |  |
| 1.                          | «Young»           | 3:16     |  |
| 2.                          | «Young» (New Mix) | 3:15     |  |

## Posicionamiento
| Listas (2010–2011)               | Posiciones |
| -------------------------------- | ---------- |
| US Alternative Songs (Billboard) | 34         |

## Personal
- Charlie Scene - voz, guitarra
- J-Dog - teclados, sintetizador, guitarra rítmica, voces, gritos
- Deuce - voces limpias, bass guitar
- Da Kurlzz - tambores, percusión, gritos, voz
- Hombre Divertido - coros
- Johnny 3 Tears - coros